# Régime de retraite des commerçants français
Le régime de retraite des commerçants français est un régime français concernant les travailleurs indépendants du commerce, de l'industrie et des services et les entreprises de plus de 10 salariés exerçant une activité professionnelle de production, de transformation, de réparation ou de prestation de services. Il est rattaché depuis le 1er juillet 2006 au Régime social des indépendants (RSI).
Il est composé d'un régime de base obligatoire aligné sur celui de la Sécurité sociale depuis le 1er janvier 1973 et d'un régime complémentaire obligatoire créé dans le cadre de la réforme Fillon générant des droits depuis le 1er janvier 2004.

## Historique
Création en 1948 du régime de retraite spécifique des industriels et commerçants géré par l'Organisation Autonome Nationale de l'Industrie et du Commerce (ORGANIC).

## L'ancien régime de base
Avant 1973, le commerçant pouvait opter pour une des 9 classes de cotisation lui donnant entre 4 et 36 points par an. Un point donne droit à une rente annuelle de 11,795 42 € (valeur du point de 2009).

## Le nouveau régime complémentaire (NRCO)
Depuis le 1er janvier 2004, les caisses gérant le régime de base se voient confier le fonctionnement du régime complémentaire obligatoire de retraite des commerçants.

### Principe de calcul de la cotisation
L'assiette de cotisation correspond aux revenus dans la limite de 3 plafonds de la sécurité sociale avec un minimum fixé à 200 fois le SMIC horaire.
Cotisation = Assiette × taux de cotisation

### Principe de calcul des points acquis
Nombre de points acquis annuellement = Cotisation / coût d'acquisition du point

### Principe de calcul de la retraite
Rente annuelle = Nombre de points acquis annuellement × valeur du point

### Exemple de calcul des droits acquis
- Soit un revenu de 2007 de 50 000 €
- Le taux de cotisation s'élève à 6,5 %[2] des revenus
- Le plafond de la sécurité sociale est égale à 37 032 € annuels en 2013 d'où un maximum de 111 096 € annuels en 2013
- Coût d'acquisition du point = 14,648 €
- Valeur du point de rente = 1,055 €

L'assiette de cotisation couvre l'intégralité des revenus soit 50 000 €, montant compris entre le plancher de 1 688 € (200 x 8,44 €) et le plafond de 111 096 € annuels en 2013.
Nombre de points acquis : 50 000 € × 6,5 % / 14,648 € = 222
D'où une rente annuelle acquise de 222 × 1,055 € soit environ 234 €.